# 천리마구역
천리마구역(千里馬區域)은 조선민주주의인민공화국 남포시에 있는 구역이다. 명칭은 전설상의 말인 천리마에서 유래하고, 이 곳에 있는 제강소가 천리마운동의 발상지로 여겨지는 데에서 이름 붙여졌다.

## 지리
평양시의 서남부에 인접하고 평양 시내를 통과하고 남북으로 흐르는 대동강의 서안에 있다. 서쪽으로 강서구역, 북쪽으로 평안남도 대동군, 남쪽으로 대안구역과 경계를 접하였다.

## 역사
현재의 천리마군은 역사적으로는 강서군의 일부로, 초리면·보림면·유차면 일대의 지역이었다. 북한의 제1차 5개년 계획의 첫 해인 1956년에 김일성이 강서군 강선리의 강선제강소(降仙製鋼所)를 시찰해 노동자에게 증산을 호소했고 이듬해인 1957년에는 강재(鋼材)의 대증산을 달성했다고 여겨진다. 강선제강소는 자력 갱생과 증산을 목표로 하는 천리마 운동의 상징이 되었고 이후 제강소의 이름도 천리마제강연합기업소(千里馬製鋼連合企業所)로 고쳐졌다.
1978년, 강서군의 구역은 대안시에 편입되었다. 1979년에 대안시가 남포직할시에 병합되었고 1983년에 제강소를 포함한 지역이 천리마구역으로 편성되었다. 2004년, 남포직할시가 해체되었을 때 강서구역·대안구역과 함께 군이 되어 평안남도에 편입되었다. 2010년 다시 남포시에 편입되어 '천리마구역'이 되었다.

## 산업
천리마제강연합기업소 - 옛 이름은 강선제강소로서, 원래는 일본에 의해 일제강점기에 만들어진 미쓰비시 제강의 공장이었다.

## 행정 구역
17동 1리로 구성된다.
- 역전동 (驛前洞)
- 봉화동 (烽火洞)
- 상봉동 (相逢洞)
- 포구동 (浦口洞)
- 싸리동
- 천진동 (天眞洞)
- 천내동 (川內洞)
- 새거리동
- 중동 (中洞)
- 달마동 (達馬洞)
- 원정동 (遠征洞)
- 문천동 (聞天洞)
- 보산동 (保山洞)
- 관포동 (觀浦洞)
- 강철동 (鋼鐵洞)
- 대보산동 (大寶山洞)
- 고창리 (古創里)

## 같이 보기
- 조선민주주의인민공화국의 지리
- 천리마 운동